# 무예제보번역속집
무예제보번역속집(武藝諸譜飜譯續集)은 대구광역시 달서구, 동산도서관에 있는 조선시대의 목판본 책이다. 2001년 8월 3일 대한민국의 보물 제1321호로 지정되었다.

## 개요
광해년간(光海年間)에 훈련도감(訓鍊都監)의 도청(都廳)을 맡았던 최기남(崔起南)이 무예제보속집 (武藝諸譜續集)에 일본고(日本考)를 첨부(添附)하여 편찬한 것이다. 임진왜란 직후 군사병법(軍事兵法)과 무예의 중요성을 인식한 선조왕(宣祖王)은 훈련도감에 명하여 무예제보를 편찬케 하여(1600) 인반(印頒)하였고, 1604년에는 제보에 빠진 것을 보충하여 속집을 편찬케 하였으나 간포(刊布)하기 전에 승하하였다. 광해군 때에 와서 선조의 유지(遺志)를 받들어 속집을 간인(刊印)할 즈음에 제조(提調) 김수(金 )가 日本考 四冊을 얻어와서 그 가운 데 일본의 지지(地志), 토속(土俗), 구술(寇術), 검제(劍制)를 덧붙였다.
이 책은 조선 중기 무예와 병법, 일본고(日本考)는 물론, 17세기 초기의 국어 연구에도 중요한 자료이며 더구나 국내 유일본으로서 특히 수증(受贈)한 지기(識記)가 있어 그 가치가 높다.

## 참고 문헌
- 무예제보번역속집 - 국가유산청 국가유산포털